# 太白街道
太白街道，是中华人民共和国重庆市万州区下辖的一个乡镇级行政单位。

## 行政区划
太白街道下辖以下地区：
青羊宫社区、白岩路社区、桂花堰塘社区、桔园社区、孙家书房社区、文化里社区、国本路社区、复兴路社区、和平路社区、红光社区、南池沟社区、吴家湾社区、太白村、永宁村、红光村和万二村。